# Буннгор, Томас
Томас Вестергор Буннгор (дат. Thomas Vestergaard Bundgaard, род. 21 февраля 1984, Орхус) — датский профессиональный велогонщик, специалист по гравийному велоспорту, физиотерапевт.

## Карьера
С 2001 по 2004 годы Томас Бунгор проходил обучение в Марселисборгской гимназии.
С 2007 по 2012 годы он учился на физиотерапевта в Орхусском университете, где получил степень бакалавра.
С 2009 по 2013 годы обучался в профильном университете Specialized Bicycle Components (SBCU), сертифицированный мастер бодигеометрии (правильной посадки на велосипеде).
С августа 2009 по ноябрь 2010 года — профессор бодигеометрии в SBCU.
С сентября 2011 по октябрь 2011 года занимался велотренажёрами, персональными тренировками и физиотерапевтическим лечением в FysioFitting.
С октября 2011 по октябрь 2013 работал менеджером и тренером Specialized Bicycle Components.
С октября 2013 года работает физиотерапевтом и тренером Velofit ApS. С ноября 2018 года занимается развитием бизнеса в этой же компании.
С февраля 2021 по февраль 2024 года был соучредителем и консультантом Wattclub ApS, занимающейся зрительскими видами спорта.
В январе 2024 года подписал контракт с Pas Racing на участие в велогонках на гравии.

### Достижения

#### Маунтинбайк
2009
MTBliga.dk:
11-й в Силькеборге
15-й в Ольборге
19-й в Копенгагене
18-й в Хёрсхольме
13-й в Вайле
2010
Чемпионат Дании:
3-й на XCM
11-й на XCO
Shimanoliga.Dk:
5-й в Рольд-Сков
12-й в Геелс-Сков
10-й в Хольстебро
34-й в Мариенслундскоен
19-й в Клинтесковен
2011
5-й на Чемпионате Дании, XCM
36-й на Чемпионате Европы, XCM
MTBliga.dk:
12-й в Копенгагене
6-й в Ольборге
14-й в Мариенслундскоен
17-й в Варде
11-й в Орхусе
58-й на Чемпионате мира по маунтинбайк-марафону
Марафонская серия UCI MTB:
28-й на Extrême Sur Loue
38-й на Roc d’Azur
2012
15-й на Absa Cape Epic
6-й на Andalucía Bike Race
28-й на Craft Bike Trans Germany
11-й на Craft Bike Transalp
5-й на Чемпионате Дании, XCM
4-й на MTBliga.dk
20-й на Марафонской серия UCI MTB, Roc d’Azur
2013
SRAMLIGA:
11-й в Вайле
8-й в Коллинге
7-й в Варде
2014
2-й на Чемпионате Дании, XCM
11-й на SRAMLIGA, Виборг
2015
3-й на Чемпионате Дании, XCM
2018
3-й на Чемпионате Дании, XCM
2019
Чемпионат Дании, XCM — не финишировал

#### Шоссе
2015
25-й на Hobro Løbet
2016
97-й на Rent Liv Løbet Skive

#### Гравий
2022
34-й на Чемпионате мира
20-й на La Monsterrato Gravel
5-й на Gravel Grit n Grind
2023
15-й на Ranxo Gravel